# Калластеський район
Ка́лластеський район (ест. Kallaste rajoon, рос. Калластеский район) — адміністративно-територіальна одиниця Естонської РСР з 26 вересня 1950 до 24 січня 1959 року.

## Географічні дані
Площа району станом на 1955 рік — 641,4 км2.
Адміністративний центр — місто Калласте.

## Історія
26 вересня 1950 року в процесі скасування в Естонській РСР повітового та волосного адміністративного поділу утворений Калластеський сільський район, який безпосередньо підпорядковувався республіканським органам. До складу новоутвореного району ввійшли місто Калласте як адміністративний центр та 11 сільських рад: Йиеська, Паласька, Раннаська, Кокораська, Лагепераська, Нінаська, Вараська, Вялґіська, Коозаська, Варньяська, Пейпсіяереська.
Після прийняття 3 травня 1952 року рішення про поділ Естонської РСР на три області Калластеський район включений до складу Тартуської області. Проте вже 28 квітня 1953 року області в Естонській РСР були скасовані і в республіці знов повернулися до республіканського підпорядкування районів.
20 березня 1954 року відбулася зміна кордонів між районами Естонської РСР, зокрема Калластеський район отримав 286 га від Муствееського району, які приєднані до Раннаської сільради.
17 червня 1954 року розпочато в Естонській РСР укрупнення сільських рад, після чого в Калластеському районі замість 11 залишилися 7 сільрад: Алатсківіська, Вараська, Вялґіська, Кокораська, Коозаська, Паласька та Пейпсіяереська.
24 січня 1959 року Калластеський район скасований, а його територія приєднана до Тартуського району.

## Адміністративні одиниці
| Сільрада      | 1950 | 1954 | 1954 | 1959 |
| ------------- | ---- | ---- | ---- | ---- |
| Алатсківіська |      |      |      |      |
|               |      |      |      |      |
|               |      |      |      |      |
| Вараська      |      |      |      |      |
|               |      |      |      |      |
|               |      |      |      |      |
| Варньяська    |      |      |      |      |
|               |      |      |      |      |
|               |      |      |      |      |
| Вялґіська     |      |      |      |      |
|               |      |      |      |      |
|               |      |      |      |      |
| Йиеська       |      |      |      |      |
|               |      |      |      |      |
|               |      |      |      |      |
| Кокораська    |      |      |      |      |
|               |      |      |      |      |
|               |      |      |      |      |

| Сільрада       | 1950 | 1954 | 1954 | 1959 |
| -------------- | ---- | ---- | ---- | ---- |
| Коозаська      |      |      |      |      |
|                |      |      |      |      |
|                |      |      |      |      |
| Лагепераська   |      |      |      |      |
|                |      |      |      |      |
|                |      |      |      |      |
| Нінаська       |      |      |      |      |
|                |      |      |      |      |
|                |      |      |      |      |
| Паласька       |      |      |      |      |
|                |      |      |      |      |
|                |      |      |      |      |
| Пейпсіяереська |      |      |      |      |
|                |      |      |      |      |
|                |      |      |      |      |
| Раннаська      |      |      |      |      |
|                |      |      |      |      |
|                |      |      |      |      |

## Друкований орган
7 липня 1951 року тричі на тиждень почала виходити газета «Nõukogude Küla» («Ниукоґуде Кюла», «Радянське село»), друкований орган Калластеського районного комітету комуністичної партії Естонії та Калластеської районної ради депутатів трудящих. Газета також виходила російською мовою в 1951 та 1957—1959 роках. Останній номер вийшов 31 січня 1959 року.